# チェコ語の語順
チェコ語の語順は比較的に規則が緩やかであるが、大きくはSVO型に属する。

## 語順の原則
おおまかな語順はSVO (主語（S） – 動詞（V） – 目的語（O））である。中性的な文で用いられる。:
- Petr má nové auto. – (ペトルが (S) 取った（＝得た） (V) 新しい車を (O))

ちなみに冠詞はない。

## テーマとレーマ
前の文や文脈から分かっていることが文頭に来て (テーマ、主題)、新しく話題になるものや重要なもの（レーマ）が文末に来る傾向がある。 
- Včera zemřel slavný herec. – 昨日に有名な俳優が死んだ。 (死んだのは有名な俳優である)

(昨日 死んだ (V) 有名な 俳優 (S))
- (Ten) známý herec zemřel včera. – 昨日に有名な俳優が死んだ。 (有名な俳優が死んだのは昨日である）

(有名な俳優(S) 死んだ (V) 昨日)
- Byl jednou jeden král a ten král měl tři dcery. –あるとき王がおり、その王は三人の娘をもうけた。

(いた (V) あるとき 一 王 (S) 、王 (S) 取った (V) 三 娘 (O))

## 強調
レーマで後ろに来るような要素でも強調するときは文頭になる。
- Tisíc korun jsem utratil za takovou hloupost! – 千コルンもそげな馬鹿げなものに費やしてしまったぞ。

(千 コルン（※貨幣の名前） (O) (主語なし)  ある (助動詞) 払う (V)  に 愚かな もの)

## ゼロ主語
チェコ語では英語にあるような主語の代名詞の義務的な使用は不要である（動詞の人称変化による）。主語に代名詞を用いるのは文語で少なく口語で多い。
- Mám auto. = Já mám auto. – 私は車を持っている。

( 持つ (V) 車 (O). = 私は (S) 持つ (V) 車 (O))
- Máš auto. = Ty máš auto. – あなたは車を持っている。

(持つ (V) 車 (O). = あなた (S) 持つ (V) 車 (O))

## 疑問文
疑問文ではVSOの順序をとることがある。疑問文はプロソディー（特にイントネーション）によって表される。
- Petr nemá nové auto. – ペトルが新しい車をもっていない。
- Petr nemá nové auto? – ペトルは新しい車をもっていないのか。

(ペトル (S) ～ない もつ (V) 新しい車 (O) (?))

## 名詞の修飾
名詞を修飾する語の位置は主に名詞の呼応があるか否かによる。

### 形容詞
名詞の性質を表す形容詞は通常名詞の前に置き性・数・格の呼応をなす。
- 新しい車: nové auto (主格), nového auta (属格), novému autu (与格)

科学用語、人名、形容詞を列挙する場合、強調する場合などは後ろにおくことがある。:
- kyselina sírová (酸 (名詞) 硫黄の (形容詞)) –硫酸、 meduňka lékařská – レモンバーム (Melissa officinalis)
- Karel IV. (Čtvrtý) – 四代目のカレル（カレル四世）
- Prodáváme dřevo smrkové, borové a lipové. – トウヒの木、松の木、菩提樹を売る。

(売る (V) 木 (O) トウヒの (形容詞)、松の (形容詞) 、菩提樹 (形容詞))
複数の語からなる場合は後ろに置く。
- hodiny řízené rádiem – 遠隔操作の時計

(時計 ←操作する ラジオで（具格）)
活用形:
- 属格: hodin řízených rádiem
- 与格: hodinám řízeným rádiem

### 名詞
属格・具格の名詞がほかの名詞を修飾するときは名詞の後ろに来る。
- časování sloves –  動詞の活用

(活用 動詞の(複数属格))
- cestování vlakem – 列車の旅行

(旅遊 電車で(具格))

## 倚辞
アクセントを持たず、前の単語につながって切らずに発音される単語を倚辞という。倚辞は発音上の理由で文頭に来ない。 文中に複数の倚辞がある場合には以下の順序を取る。
- 動詞の活用形 -li (もし～) – 文語でよく用いられる
- 迂言形をなす jsem, jsi, jsme, jsteや bych, bys, by, bychom, byste など
- 再帰代名詞
- 人称代名詞与格の短形 mi, ti, mu, tomu
- 人称代名詞対格の短形 mě, tě, ho, ji, to

例:
- Prohlížel jsem si ho. – 彼を見た。 (彼（の著作を）学んだ)

(見る (V) ある (助動詞） 自分に (与格) 彼を (対格).)
または:
- Já jsem si ho prohlížel. – 彼を見た。

(私 (S) ある (助動詞) 自分に (与格) 彼を (対格) 見る (V).)
- Budeš-li se pilně učit… - もしまじめに勉強しようとするなら

(～しよう (助動詞) もし 自分を (対格) まじめに 学ぶ (V).)

## 参考
- Karlík P., Nekula M., Pleskalová J. (ed.). Encyklopedický slovník češtiny. Nakl. Lidové noviny. Praha 2002. ISBN 80-7106-484-X.
- Šaur V. Pravidla českého pravopisu s výkladem mluvnice. Ottovo nakladatelství. Praha 2004. ISBN 80-7181-133-5.